# Jacobus II van Luxemburg-Fiennes

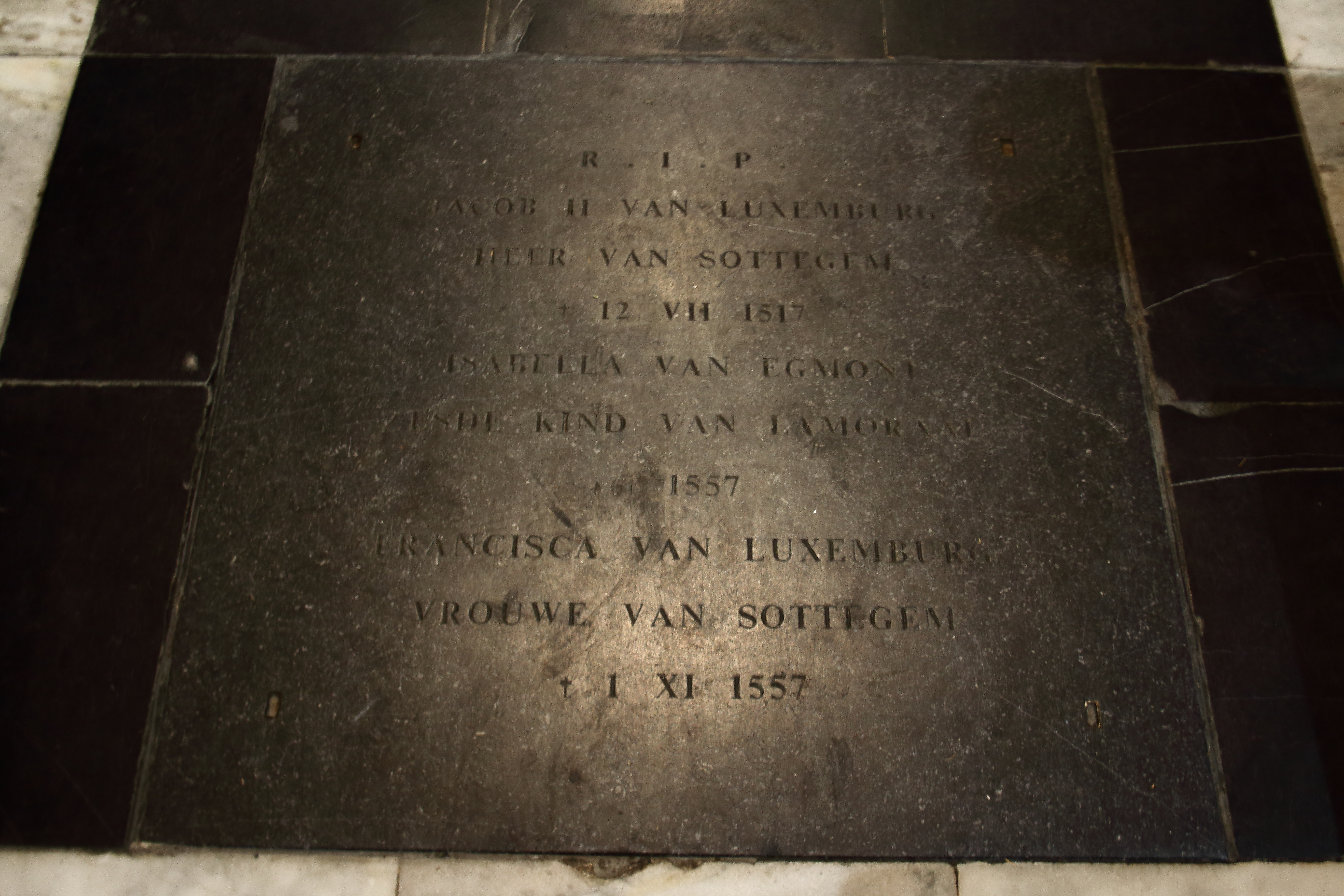
Grafplaat Jacobus II, Onze-Lieve-Vrouw-Hemelvaartkerk, Zottegem

Jacobus II van Luxemburg(-Fiennes) (Jacques II de Luxembourg(-Fiennes)) was een edelman uit het huis Luxemburg - Saint Pol. Jacobus II was de zoon van Jacobus I van Luxemburg-Fiennes en Maria van Berlaymont. Hij trouwde met Margaretha van Brugge-Gruuthuse (1478-1520) op 15 juni 1494 en werd zo vanaf 1504 eigenaar van het Hof van Fiennes op de Gentse Korenlei. Het stel Fiennes-Gruuthuse kreeg drie kinderen: Francisca van Luxemburg, Jacobus III van Luxemburg en Margaretha van Luxemburg-Saint Pol. Jacobus II was in 1491 tijdens het kapittel in Mechelen benoemd tot ridder in de Orde van het Gulden Vlies. Hij was kamerheer van aartshertog Maximiliaan en Filips de Schone. Op 18 juni 1517 kocht hij de heerlijkheid Gavere van Jan van Laval. Jacobus II vroeg aan Karel V om de heerlijkheden Zottegem en Gavere te mogen samenvoegen, maar de adviesraden van Karel V gaven een negatief advies hierover . Jacobus II overleed op 12 juli 1517 in Gent en werd begraven in de Onze-Lieve-Vrouw-Hemelvaartkerk van Zottegem.
Jacobus II was dus heer van Fiennes, van Zottegem, van Armentiers, van Erkegem en van Gavere. Hij werd opgevolgd door zijn zoon Jacobus III van Luxemburg-Fiennes.